# Ronan (Name)
Ronan bzw. Rónán ist ein irischer und bretonischer  männlicher Vorname und Familienname.

## Herkunft und Bedeutung
Der Name hat die Bedeutung „kleine Robbe“. Er ist abgeleitet vom irischen rón (Seehund, Robbe), kombiniert mit einer Verkleinerungs-Endsilbe.
Die Popularität des Namens begründet sich in dem Heiligen Ronan von Locronan, der ein irischer Wanderbischof war und Einsiedler in der Bretagne wurde. Er starb im 6. Jahrhundert in Locronan im bretonischen Département Finistère.

## Namenstag
7. Februar und 1. Juni, Gedenktag des gleichnamigen Heiligen

## Namensträger

### Vorname
- Ronan Bennett (* 1956), irischer Schriftsteller
- Ronan Guilfoyle (* 1958), irischer Jazzmusiker und Komponist
- Rónán Hession (* 1975), irischer Schriftsteller und Musiker
- Ronan Keane (* 1932), irischer Richter
- Ronan Keating (* 1977), irischer Sänger
- Declan Ronan Lang (* 1950), britischer römisch-katholischer Bischof
- Ronan O’Gara (* 1977), irischer Rugby-Union-Spieler
- Ronan O’Rahilly (1940–2020), irischer Geschäftsmann
- Ronan Pensec (* 1963), französischer Straßenradrennfahrer
- Ronan Rafferty (* 1964), nordirischer Profigolfer
- Ronan Vibert (1964–2022), britischer Schauspieler
- Ronan van Zandbeek (* 1988), niederländischer Radrennfahrer

### Familienname
- Dan Ronan (1990–2014), US-amerikanischer Comedian
- Daniel J. Ronan (1914–1969), US-amerikanischer Politiker
- Ed Ronan (* 1968), US-amerikanischer Eishockeyspieler
- Frank Ronan (* 1963), irischer Schriftsteller
- John Ronan (Komponist) (1894–1962), kanadischer Komponist und Musikpädagoge
- John Ronan (Architekt) (* 1963), US-amerikanischer Architekt, Designer und Hochschullehrer
- Kian Ronan (* 2001), gibraltarischer Fußballspieler
- KJ Ronan (* 2002), US-amerikanische Fußballspielerin
- Saoirse Ronan (* 1994), irisch-US-amerikanische Schauspielerin
- William J. Ronan († 2014), US-amerikanischer Politikwissenschaftler und Verwaltungsbeamter

## Weiteres
- Rónán mac Colmáin, ein irischer Sagenkönig, siehe Fingal Rónáin
- Ronan & Erwan Bouroullec, Design-Studio in Paris